# Israel medical association journal
Israel medical association journal (IMAJ) è una rivista di medicina israeliana in lingua inglese pubblicata con cadenza mensile dalla Israel medical association. È stato fondato nel 1999 in sostituzione del Israel journal of medical sciences. Il suo editore è Yehuda Shoenfeld.